# Frontinella tibialis
Frontinella tibialis là một loài nhện trong họ Linyphiidae.
Loài này thuộc chi Frontinella. Frontinella tibialis được Frederick Octavius Pickard-Cambridge miêu tả năm 1902.